# منطقه انفجار ستاره

منطقه انفجار ستاره‌ای در کهکشان نامنظم کوتوله ان‌جی‌سی ۱۵۶۹ (NASA photo).

منطقه انفجار ستاره (انگلیسی: Starburst region)، انفجار سریع یک روند اخترفیزیکی است که شامل زایش ستارگان هم می‌شود روند با سرعتی است که سرعت آن در مقایسه با نرخی که معمولاً مشاهده می‌شود بسیار بیشتر است. این فعالیت ستاره‌ای باعث می‌شود که گاز موجود بین ستاره‌ای در یک بازهٔ زمانی بسیار کوتاه‌تر از عمر کهکشان مصرف شود. به عنوان مثال، سحابی ان‌جی‌سی ۶۳۳۴ دارای سرعت تشکیل ستاره تخمین زده می‌شود ۳۶۰۰ خورشید در هر میلیون سال در مقایسه با میزان تشکیل ستاره در کل راه شیری که حدود هفت میلیون توده خورشیدی در هر میلیون سال است. به دلیل مقدار زیاد تشکیل ستاره، یک ستاره فکری معمولاً با فشار گاز بسیار بالاتر و نسبت بیشتر سیانید هیدروژن به خطوط انتشار مونوکسیدکربن نسبت به آنچه معمولاً مشاهده می‌شود، همراه است.
انفجار ستاره می‌تواند در کل کهکشان‌ها یا فقط در مناطقی از فضا رخ‌دهد. منطقهٔ انفجار ستاره ناحیه‌ای از فضا است که مقدار زیادی از مراحل تشکیل ستاره را تجربه می‌کند. به عنوان مثال، سحابی رتیل سحابی در ابر ماژلانی بزرگ است که یکی از بالاترین میزان تشکیل ستاره را در گروه محلی دارد.در مقابل، «کهکشان ستاره ای» یک کهکشان کامل است که سرعت تشکیل ستارهٔ بسیار بالایی را تجربه می‌کند. یکی از نمونه‌های قابل توجه، مسیه ۸۲ است که در آن فشار گاز ۱۰۰ برابر بیشتر از دیگر گروه‌های محلی مجاور است و در حال شکل‌گیری ستارگان با همان سرعت کهکشان راه شیری در منطقه‌ای با حدود تنها ۶۰۰ پارسک وسعت است. با این سرعت مسیه ۸۲ در ۱۰۰ مگا سال (زمان سقوط آزاد) ۲۰۰ میلیون توده خورشیدی هیدروژن اتمی و مولکولی خود را مصرف خواهد کرد.
مناطق انفجار ستاره می‌توانند به شکل‌های مختلفی بروز کنند، به عنوان مثال در مسیه ۹۴ حلقهٔ داخلی یک منطقه ستاره‌ای است. مسیه ۸۲ دارای یک هستهٔ ستاره‌ای با قطری حدود ۶۰۰ پارسک است. انفجار منطقه‌ای ستارگان در هنگام ادغام کهکشان‌ها؛ مانند کهکشان‌های دوشاخک، معمول و متداول است. در مورد ادغام‌ها، بسته به کهکشان‌ها و نحوهٔ ادغام آن‌ها، فوران انفجار ستاره می‌تواند محلی یا در پهنای کهکشان باشد.